# FileZilla
FileZilla — свободный многоязычный проект, посвящённый приложениям для FTP. Включает в себя отдельное приложение «FileZilla Client» (являющееся FTP-клиентом), и «FileZilla Server». Приложения публикуются с открытым исходным кодом для Windows, macOS и Linux. Клиент поддерживает FTP, SFTP, и FTPS (FTP через SSL/TLS) и имеет настраиваемый интерфейс с поддержкой смены тем оформления.
Оснащён возможностью перетаскивания объектов, синхронизацией каталогов и поиском на удалённом сервере.
Поддерживает многопоточную загрузку файлов, а также докачку при обрыве (если поддерживается сервером) интернет-соединения.
На 16 июля 2014 года он являлся десятым в списке самых популярных программ SourceForge.net.
Также существует FileZilla Server — проект, родственный FileZilla Client. Это FTP-сервер, разрабатываемый той же организацией. Он поддерживает FTP и FTPS (FTP через SSL/TLS) и работает только в операционной системе Windows.

## Возможности
- Поддержка FTP, FTP через SSL/TLS (FTPS) и SSH File Transfer Protocol (SFTP)
- Кроссплатформенность. Работает в Windows, Linux, *BSD, macOS и др.
- Поддержка IPv6
- Поддержка IDN, в том числе нелатинских доменных зон (полных IDN)
- Многоязычность (более 50 языков)
- Поддержка приёма и передачи больших файлов >4 ГБ
- Менеджер сайтов и очередь загрузки
- Поддерживает работу с вкладками
- Поддержка Drag-and-drop
- Настраиваемые ограничения скорости (download/upload)[6]
- Фильтры имён файлов
- Мастер сетевой настройки
- Удалённое редактирование файлов
- Постоянное HTTP-соединение (keep-alive)
- Поддержка HTTP/1.1, SOCKS 5 и FTP-Proxy